# Eucereon nebulosum
Eucereon nebulosum är en fjärilsart som beskrevs av Paul Dognin 1889. Eucereon nebulosum ingår i släktet Eucereon och familjen björnspinnare. Inga underarter finns listade i Catalogue of Life.